# Seid umschlungen Millionen
Seid umschlungen Millionen ist ein Walzer von Johann Strauss Sohn (op. 443). Das Werk wurde im Jahr 1892 komponiert und am 27. März 1893 im Konzertsaal des Wiener Musikvereins uraufgeführt. Gewidmet ist der Walzer dem Komponisten Johannes Brahms.

## Einzelnachweis
1. ↑  Quelle: Englische Version des Booklets (Seite 57) der 52 CDs umfassenden Gesamtausgabe der Orchesterwerke von Johann Strauß (Sohn), Hrsg. Naxos (Label). Das Werk ist als elfter Titel auf der 19. CD zu hören.